# Personaggi di Guerre stellari
Questa è la lista dei personaggi di Guerre stellari, franchise di fantascienza creato da George Lucas come serie di film e ampliatosi a contenere serie televisive e film spin-off, romanzi, fumetti e videogiochi.
La lista seguente contiene solo i personaggi considerati parte del canone ufficiale. Alcune di queste figure fanno apparizioni, anche di rilievo, nell'Universo espanso di Guerre stellari, mentre personaggi che compaiono esclusivamente in quella continuity sono elencati in personaggi dell'Universo espanso di Guerre stellari. Per personaggi limitati a singole opere, invece, consultare personaggi di Star Wars Rebels, personaggi di Star Wars: Knights of the Old Republic e personaggi di Star Wars: The Clone Wars.

## 0 - 9
- 4-LOM è un droide cacciatore di taglie assoldato da Dart Fener per catturare il Millennium Falcon ne L'Impero colpisce ancora[1]. Nell'Universo espanso, Jabba the Hutt lo modifica per renderlo un temibile cacciatore di taglie in coppia con Zuckuss[2]. Durante gli anni di collaborazione, 4-LOM e Zuckuss si uniscono per qualche tempo ai Ribelli, con l'idea di creare una nuova gilda di cacciatori di taglie sotto la Nuova Repubblica. Il piano viene sventato da Boba Fett, che lo danneggia gravemente, facendogli perdere la memoria e ripristinandolo a un cacciatore di taglie indipendente. È interpretato da Chris Parsons.

## A
- L'Ammiraglio Ackbar è il comandante dell'Alleanza Ribelle durante l'attacco alla Morte Nera II ne Il ritorno dello Jedi e il grand'ammiraglio della Nuova Repubblica nella trilogia Aftermath, in cui riporta la vittoria finale sull'Impero nella battaglia di Jakku. È un militare mon calamari distintosi per i suoi servigi nelle guerre dei cloni. Ne Il risveglio della Forza e Gli ultimi Jedi si unisce alla Resistenza, venendo infine ucciso dal Primo Ordine[3].

- Mas Amedda è il vicepresidente del Senato galattico sotto il cancelliere supremo Finis Valorum. Compare nella trilogia prequel, in cui aiuta Palpatine a prendere gradualmente il potere[4], diventandone in seguito Gran Visir. Nella trilogia Star Wars: Aftermath, viene nominato da Gallius Rax come leader fantoccio dell'Impero in seguito alla morte di Palpatine, e, in questo ruolo, Amedda si arrende alla Nuova Repubblica. È interpretato da Jerome Blake ne La minaccia fantasma e La vendetta dei Sith e da David Bowers ne L'attacco dei cloni e doppiato da Stephen Stanton in The Clone Wars.

- Padmé Amidala è la regina e successivamente senatrice di Naboo ne La minaccia fantasma, L'attacco dei cloni e La vendetta dei Sith. Si innamora e sposa in segreto Anakin Skywalker; muore infine dando alla luce i gemelli Luke e Leila.

- Cassian Andor è un ufficiale d'intelligence dell'Alleanza Ribelle. In Rogue One prende parte alla missione per recuperare i piani della Morte Nera dalla base imperiale di Scarif. Dopo aver trasmesso i piani alle forze ribelli in orbita, Andor e compagni rimangono uccisi nella distruzione del complesso da parte della stazione orbitante[5]. È interpretato da Diego Luna.

- Il Capitano Raymus Antilles è il comandante della flotta diplomatica del senatore Bail Organa ne La vendetta dei Sith, Rogue One e Una nuova speranza. In quest'ultimo titolo comanda la nave Tantive IV con a bordo la Principessa Leila e i piani rubati della Morte Nera. Quando la nave viene catturata dalle forze imperiali, Antilles è strangolato da Dart Fener[6]. È interpretato da Peter Geddis in Una nuova speranza, Rohan Nichol ne La vendetta dei Sith e Tim Beckmann in Rogue One[7].

- Wedge Antilles è un talentuoso pilota dell'Alleanza Ribelle, veterano delle battaglie di Yavin, Hoth e Endor in Una nuova speranza, L'Impero colpisce ancora, Il ritorno dello Jedi e  L'ascesa di Skywalker[8].

- La Regina Apailana è la reggente di Naboo all'epoca della morte di Padmé Amidala e del passaggio della Repubblica all'Impero ne La vendetta dei Sith[9]. Nel videogioco dell'Universo espanso Star Wars: Battlefront II, Apailana è assassinata dagli stormtrooper della Legione 501, per aver dato rifugio a dei Jedi scampati all'ordine 66. È interpretata da Keisha Castle-Hughes.

- La Dottoressa Aphra è un'archeologa interessata in antiche armi e tecnologie, e impiegata da Dart Fener in diverse missioni segrete per conto dell'Impero. Agisce sempre in compagnia dei suoi due droidi assassini 0-0-0 e BT-1 e del Wookie Black Krsantan. È stata concepita da Kieron Gillen come una sorta di Indiana Jones al femminile ma dalla morale opposta. Appare nei fumetti Star Wars: Darth Vader, Star Wars: Vader colpito, Star Wars e Star Wars: Dottoressa Aphra[10].

## B
- Ponda Baba è un mercenario aqualish che agisce in coppia con Cornelius Evazan. Compare in Rogue One e Una nuova speranza, in cui tenta di intimidire Luke Skywalker nella cantina di Mos Eisley, ma Obi-Wan Kenobi gli trancia un braccio[11]. È interpretato da Tommy Isley in Una nuova speranza.

- Darth Bane è un signore oscuro dei Sith vissuto mille anni prima degli eventi della trilogia prequel. Rimasto l'ultimo esponente del gruppo a causa di lotte intestine tra i Sith e dell'oppressione dei Jedi, Darth Bane istituì la "regola dei due", affermando che in ogni momento ci sarebbero stati solo due Sith, un maestro e un apprendista. Con la sua morte i Jedi credettero di aver eliminato definitivamente i Sith, ma il suo allievo continuò in segreto il suo operato, avviando un processo a lungo termine per rovesciare la Repubblica e i Jedi[12]. Creato da George Lucas come restroscena de La minaccia fantasma[13], il personaggio compare in visione a Yoda in The Clone Wars. La serie di fumetti Jedi vs. Sith e la trilogia di Darth Bane dell'Universo espanso approfondiscono la vita e l'operato di Darth Bane, fino alla sua morte per mano della sua discepola Zannah. È doppiato da Mark Hamill in The Clone Wars.

- BB-8 è l'astrodroide di Poe Dameron nella trilogia sequel (e per un breve periodo in Star Wars Resistence anche di Kazuda Ono). Viene inseguito dal Primo Ordine dal momento che custodisce informazioni che indicano la posizione di Luke Skywalker e partecipa a tutte le battaglie al fianco della Resistenza[14].

- Sio Bibble è il governatore di Naboo nella trilogia prequel e The Clone Wars. Durante l'invasione del pianeta da parte della Federazione dei Mercanti è fatto prigioniero insieme al resto dei suoi concittadini[15]. È interpretato da Oliver Ford Davies.

- Depa Billaba è una maestra Jedi chalactana che siede nel consiglio ne La minaccia fantasma e L'attacco dei cloni. In seguito a uno scontro con il Generale Grievous su Haruun Kal, cade in coma per sei mesi, al termine dei quali diventa la maestra di Caleb Dume. Inviata su Kaller durante le guerre dei cloni, viene uccisa in seguito all'emissione dell'ordine 66[16]. È interpretata da Dipika O'Neill Joti.

- Jar Jar Binks è un gungan goffo ma leale, che accompagna Qui-Gon Jinn e Obi-Wan Kenobi alla capitale di Naboo durante l'invasione del pianeta ne La minaccia fantasma. Nella trilogia prequel passa poi al servizio di Padmé Amidala e, alla sua morte, prende il suo posto all'interno del Senato galattico[17].

- Zorii Bliss è una criminale mascherata, vecchia amica di Poe Dameron, residente sul pianeta Kijimi. Aiuta Rey, Finn, C-3PO, BB-8 e D-O a nascondersi dal Primo Ordine quando essi si recano a Kijimi per decifrare un messaggio contenuto nella memoria di C-3PO, e in seguito prende parte alla battaglia finale di Exegol. I suoi occasionali flirt con Poe suggeriscono una relazione passata tra i due. Appare ne L'ascesa di Skywalker interpretata da Keri Russell[18].

- Bossk è un esperto cacciatore di taglie trandoshano, famigerato per la sua crudeltà. In The Clone Wars accudisce il giovane Boba Fett, rimasto orfano, e si unisce al suo gruppo di cacciatori di taglie. In Rebels collabora con Ezra Bridger per smascherare un funzionario imperiale corrotto. Bossk figura inoltre tra i sei cacciatori di taglie convocati da Dart Fener per trovare il Millennium Falcon ne L'Impero colpisce ancora e fa un'apparizione al palazzo e sul galeone di Jabba the Hutt ne Il ritorno dello Jedi[19]. Nell'Universo espanso, Bossk è specializzato nella caccia agli Wookie e ha pertanto un conto aperto con Chewbecca e Ian Solo, che continuano a sfuggirgli. È inoltre a capo di una gilda di caccitori di taglie, venendo però tradito da Boba Fett, prima di sconfiggerlo definitivamente su Tatooine. Nella serie di romanzi The New Jedi Order, viene catturato e rinchiuso in una prigione su Ord Mantell durante la guerra degli yuuzhan vong[20]. Per la tuta spaziale di Bossk è stata utilizzata una tuta protettiva della Royal Air Force degli anni Sessanta[21]. È interpretato da Alan Harris e doppiato da Dee Bradley Baker in The Clone Wars.

- Sora Bulq è un Jedi weequay maestro di Mace Windu. Partecipa alle guerre dei cloni ne L'attacco dei cloni. Nell'Universo espanso viene corrotto dal Conte Dooku e convertito al lato oscuro, agendo per suo conto da infiltrato nell'ordine Jedi. Su ordine di Dooku assassina il presidente del consiglio Oppo Rancisis, prima di venire ucciso da Quinlan Vos.

## C
- C-3PO è un droide protocollare che compare in tutti i film della serie principale. Pavido ed educato, agisce spesso in coppia con R2-D2, prendendo controvoglia parte a pericolose missioni che definiscono i maggiori eventi della galassia. Costruito da Anakin Skywalker, segue dapprima il suo maestro, per poi finire al servizio di Luke Skywalker e della Resistenza[2][22].

- Lando Calrissian è un contrabbandiere amico di lunga data di Ian Solo presente ne L'Impero colpisce ancora, Il ritorno dello Jedi, Solo: A Star Wars Story e L'ascesa di Skywalker. Divenuto amministratore di Città delle nuvole, è costretto su pressione di Dart Fener a tradire Ian, Leila e Chewbecca e consegnarli all'Impero. Pentitosi del suo gesto, li aiuta in seguito a evadere, e si unisce ai ribelli guidando l'attacco contro la Morte Nera II[23].

- Chewbecca è un wookiee, partner di Ian Solo e co-pilota del Millennium Falcon nella trilogia originale, trilogia sequel e diverse altre opere canoniche[24].

- Il Comandante Cody è un clone comandante della Compagnia Fantasma, un'unità del 212º battaglione d'attacco dell'esercito della Repubblica. È amico del Capitano Rex e di Obi-Wan Kenobi. Ha preso parte, tra le altre, alla battaglia di Christophsis e alla seconda battaglia di Geonosis.

- Kaydel Ko Connix è una luogotenente della Resistenza ne Il risveglio della Forza, Gli ultimi Jedi e L'ascesa di Skywalker. Prende parte alla cospirazione di Poe Dameron, Finn e Rose Tico per disattivare il localizzatore del Primo Ordine. In seguito è tra i superstiti che salgono a bordo del Millennium Falcon al termine della battaglia di Crait[25]. È interpretata dalla figlia di Carrie Fisher: Billie Lourd[26].

- Salacious Crumb è una scimmia-lucertola kowakiana giullare di corte di Jabba the Hutt ne Il ritorno dello Jedi. Muore nell'esplosione della nave di Jabba[27]. È interpretato da Timothy D. Rose e doppiato da Mark Dodson.

- Arvel Crynyd è il leader verde delle forze ribelli durante la battaglia di Endor ne Il ritorno dello Jedi. Colpito dal fuoco imperiale, perde il controllo del proprio A-wing, riuscendo però a dirigere la propria nave contro il ponte della Executor, la nave ammiraglia della flotta imperiale, e a farla schiantare contro la Morte Nera II. È interpretato da Hilton McRae.

## D
- Poe Dameron è il miglior pilota della Resistenza, uno degli uomini più fidati della Principessa Leila e uno dei protagonisti della trilogia sequel. È impulsivo e irruento e spesso si caccia in situazioni pericolose. Ne Il risveglio della Forza recupera da Lor San Tekka le coordinate per raggiungere Luke Skywalker, ma viene catturato dal Primo Ordine riuscendo a salvare i dati nella memoria del suo droide astromeccanico BB-8. In seguito evade grazie alla complicità di Finn, ma viene creduto morto nello schianto della loro navicella su Jakku. Ricompare in seguito nel quartier generale della Resistenza e partecipa alla battaglia della Base Starkiller, sparando personalmente il colpo che fa esplodere la superarma. Ne Gli ultimi Jedi, Poe è scettico sulla strategia di fuga adottata da Amilyn Holdo e, insieme a Finn, Rose Tico e BB-8, intraprende una missione segreta per disattivare il localizzatore del Primo Ordine, che però fallisce[28]. Ne L'ascesa di Skywalker Leila, prima di morire, nomina Poe generale della Resistenza; in questa veste egli guida insieme a Finn e Rey la battaglia contro Palpatine. Nel fumetto Star Wars: L'Impero a pezzi vengono introdotti i suoi genitori: Kes Dameron, membro di una squadra speciale guidata da Ian Solo, e Shara Bey, rinomata pilota di A-wing, che combattono l'Impero mentre lui è ancora infante[29]. Il fumetto Star Wars: Poe Dameron ripercorre invece la sua storia immediatamente prima degli eventi de Il risveglio della Forza[30]. È interpretato da Oscar Isaac.

- Biggs Darklighter è un amico d'infanzia di Luke Skywalker, originario di Tatooine. Iscrittosi all'accademia imperiale per diventare un pilota, Biggs la abbandona per congiungersi all'Alleanza Ribelle. Combatte a bordo del proprio X-wing la battaglia di Yavin in Una nuova speranza, in cui rimane ucciso[31]. È interpretato da Garrick Hagon.

- Dengar è un cacciatore di taglie convocato da Dart Fener per trovare il Millennium Falcon ne L'Impero colpisce ancora e fa un'apparizione al palazzo di Jabba the Hutt ne Il ritorno dello Jedi[32]. Compare inoltre in The Clone Wars e nei fumetti Star Wars e Star Wars: Darth Vader. Nella trilogia di romanzi Star Wars: Aftermath, Dengar aiuta a soccorrere la pilota ribelle Norra Wexley e viene pertanto perdonato dalla Nuova Repubblica. Nell'Universo espanso, Dengar è un pilota che in seguito a un incidente viene trasformato in un cyborg assassino agli ordini dell'Impero. È interpretato da Morris Bush e doppiato da Simon Pegg in The Clone Wars.

- Bren Derlin è un ufficiale ribelle assegnato alla base di Hoth ne L'Impero colpisce ancora[33]. È interpretato da John Ratzenberger.

- Lott Dod è un senatore neimoidiano rappresentante degli interessi della Federazione dei Mercanti presso il Senato galattico. Ne La minaccia fantasma, al cospetto dei suoi colleghi, Dod nega la realtà dei fatti dell'invasione di Naboo da parte della Federazione, accusando invece Padmé Amidala di mentire[34]. È interpretato da Silas Carson e doppiato da Toby Longworth ne La minaccia fantasma e da Gideon Emery in The Clone Wars.

- Jan Dodonna è un generale dell'Alleanza Ribelle che pianifica l'attacco alla Morte Nera in Una nuova speranza. Appare anche in Rogue One e Rebels[35]. Nell'Universo espanso viene creduto morto durante l'evacuazione da Yavin, ma è in realtà catturato dalle forze imperiali e imprigionato su Lusankya. Liberato dal Rogue Squadron, Dodonna trascorre i suoi ultimi anni come consigliere militare della Nuova Repubblica. È interpretato da Alex McCrindle in Una nuova speranza e Ian McElhinney in Rogue One e doppiato da Michael Bell in Rebels.

- Il Conte Dooku è un ricco aristocratico divenuto apprendista Jedi di Yoda e maestro a sua volta di Qui-Gon Jinn. Sedotto da Palpatine e dal lato oscuro, diventa il suo discepolo Sith sotto il nome di Darth Tyranus. Ne L'attacco dei cloni, La vendetta dei Sith e The Clone Wars è il leader della Confederazione dei Sistemi Indipendenti, scatenando le guerre dei cloni. Viene infine decapitato da Anakin Skywalker al termine della guerra[36].

- Cin Drallig è un Jedi istruttore di spada laser al tempio Jedi durante gli ultimi anni della Repubblica Galattica e le guerre dei cloni. Viene ucciso da Dart Fener nell'attacco al tempio ne La vendetta dei Sith[37]. È interpretato da Nick Gillard e doppiato da Robin Atkin Downes in The Clone Wars.

- Garven Dreis è il leader rosso delle forze ribelli durante l'attacco alla Morte Nera in Una nuova speranza, dove viene ucciso da Dart Fener[38]. In Rogue One prende parte alla battaglia di Scarif. È interpretato da Drewe Henley.

## E
- Caluan Ematt è un veterano dell'Alleanza Ribelle e un generale della Resistenza. Ne Il risveglio della Forza si trova al quartier generale della Resistenza per coordinare l'attacco alla Base Starkiller, mentre ne Gli ultimi Jedi partecipa alla battaglia di Crait[39]. È interpretato da Andrew Jack.

- Embo è un cacciatore di taglie kyuzo che appare in The Clone Wars. Serio e combattivo, è armato di un disco di metallo che funge da scudo oltre che da copricapo[40]. Nella trilogia di romanzi Star Wars: Aftermath cambia schieramento e viene pertanto perdonato dalla Nuova Repubblica. È doppiato da Dave Filoni in The Clone Wars.

- Galen Erso è uno scienziato e ricercatore, specializzato nello studio dei cristalli e dei laser. In Catalyst: A Rogue One Story e Rogue One le sue ricerche attirano l'attenzione dell'Impero e, nonostante Galen cerchi di nascondersi insieme a sua moglie e alla figlia Jyn sul pianeta Lah'mu, viene rintracciato e costretto a collaborare alla costruzione della Morte Nera. Galen introduce un punto debole nell'apparentemente invulnerabile stazione orbitante e ne fa pervenire l'informazione all'Alleanza Ribelle, ma muore su Eadu durante una missione dei ribelli per appropriarsi dei piani della Morte Nera[41]. È interpretato da Mads Mikkelsen.

- Jyn Erso è la figlia dello scienziato Galen Erso in Catalyst: A Rogue One Story e Rogue One. Quando il padre viene catturato dall'Impero per costringerlo a collaborare alla costruzione della Morte Nera, Jyn riesce a fuggire, sopravvivendo tramite piccoli crimini. In seguito, aiuta l'Alleanza Ribelle a rubare i piani della Morte Nera[42].

- Il Dottor Cornelius Evazan è un criminale già condannato a morte su diversi pianeti della galassia. In passato, uno scontro con un cacciatore di taglie gli ha procurato una vistosa cicatrice sul volto. Compare in Rogue One e Una nuova speranza, in cui insieme al suo compare Ponda Baba tenta di intimidire Luke Skywalker nella cantina di Mos Eisley, ma è abbattuto da Obi-Wan Kenobi[43]. È interpretato da Alfie Curtis in Una nuova speranza e da Michael Smiley in Rogue One.

## F
- Dart Fener è un signore oscuro dei Sith e apprendista di Palpatine nella trilogia originale, Rogue One e Rebels. Nato Anakin Skywalker da Shmi Skywalker, viene identificato da Qui-Gon Jinn come il prescelto che porterà equilibrio nella Forza ed educato come padawan da Obi-Wan Kenobi nella trilogia prequel e The Clone Wars. Sposatosi in segreto con Padmé Amidala, è il padre di Luke e Leila[44][45].

- Boba Fett è un clone di Jango Fett, cresciuto da questi come un figlio su Kamino ne L'attacco dei cloni. In seguito alla morte del padre, in The Clone Wars Boba collabora con alcuni cacciatori di taglie, tra cui Aurra Sing e Bossk, per vendicarsi dei Jedi. Negli anni diventa uno dei cacciatori di taglie più temuti della galassia e nella trilogia originale viene ingaggiato da Jabba the Hutt per catturare Ian Solo. Sebbene riesca nella sua missione, muore durante il salvataggio di Ian da parte di Luke Skywalker ne Il ritorno dello Jedi[46].

- Jango Fett è un cacciatore di taglie mandaloriano. Ne L'attacco dei cloni viene assunto dal Conte Dooku per fungere da modello per un esercito di clone trooper, in cambio di un clone personale da poter crescere come un figlio: Boba Fett. Viene inoltre incaricato da Dooku di assassinare Padmé Amidala. Viene ucciso da Mace Windu durante la battaglia di Geonosis[47].

- Finn è uno stormtrooper del Primo Ordine nella trilogia sequel. Inorridito dalla crudeltà dei suoi compagni e superiori, FN-2187 diserta l'Ordine e fa evadere Poe Dameron, il quale gli assegna il nome "Finn". Conosciuti Rey e Ian Solo, Finn si unisce poi alla Resistenza e partecipa alle battaglie della base Starkiller e di Crait[48].

- Kit Fisto è un Jedi nautolano che partecipa alle guerre dei cloni ne L'attacco dei cloni e The Clone Wars. Ne La vendetta dei Sith si reca insieme a Mace Windu, Saesee Tiin e Agen Kolar nell'ufficio di Palpatine per arrestarlo, ma il signore dei Sith lo uccide facilmente[49]. Il personaggio era stato concepito inizialmente da Dermot Power come Sith da utilizzare come antagonista principale del film L'attacco dei cloni. Quando la scelta ricadde invece su Dooku, Power rimodellò su richiesta di Lucas l'alieno in veste di Jedi, rendendo il suo aspetto meno aggressivo e la pelle verde. È interpretato da Zachariah Jensen e Daniel Zizmor ne L'attacco dei cloni e da Ben Cooke ne La vendetta dei Sith e doppiato da Phil LaMarr in The Clone Wars[50].

- Bib Fortuna è il maggiordomo e collaboratore twi'lek di Jabba the Hutt ne La minaccia fantasma e Il ritorno dello Jedi. Rimane vittima di un trucco mentale Jedi operato da Luke Skywalker, permettendogli così accesso al palazzo di Jabba[51]. Fortuna scampa all'esplosione della nave di Jabba e, con il gangster ormai morto, si appropria del suo impero criminale, ma viene poi ucciso da Boba Fett cinque anni dopo gli eventi de Il ritorno dello Jedi in The Mandalorian. È interpretato da Matthew Wood ne La minaccia fantasma e in The Mandalorian e da Michael Carter ne Il ritorno dello Jedi e doppiato da Erik Bauersfeld ne Il ritorno dello Jedi.

## G
- Adi Gallia è una Jedi tholothiana membro nel consiglio Jedi ne La minaccia fantasma e The Clone Wars. Partecipa a diverse missioni durante le guerre dei cloni, in una delle quali trova la morte per mano di Savage Opress[52]. Nel fumetto Star Wars: Obsession dell'Universo espanso, Gallia viene invece uccisa dal Generale Grievous su Boz Pity. È interpretatata da Gin Clarke e doppiata da Angelique Perrin in The Clone Wars.

- Gardulla the Hutt è una hutt ex proprietaria di Shmi e Anakin Skywalker. Dopo aver venduto i due a Watto, Gardulla assiste alla corsa con gli sgusci su Tatooine ne La minaccia fantasma. In The Clone Wars assolda Cad Bane per liberare Ziro the Hutt dalla prigione della Repubblica galattica in cui era stato rinchiuso[53]. È doppiata da Nika Futterman in The Clone Wars.

- Saw Gerrera è un membro dei ribelli di Onderon, che combatte per riprendere il controllo del pianeta dai separatisti durante le guerre dei cloni[54]. Concepito inizialmente da George Lucas per una serie live action di Guerre stellari mai realizzata, Saw venne poi ripreso e inserito in The Clone Wars[55], Rebels[56] e nel videogioco Star Wars Jedi: Fallen Order. Durante la produzione di Rogue One emerse la necessità di mostrare un personaggio che rappresentasse il lato più militante ed estremista dell'Alleanza Ribelle, e la scelta ricadde su Saw. Nel film appare come un veterano marchiato dalla guerra, che ha continuato a combattere a guida di un piccolo gruppo di ribelli chiamato Partigiani, ma così estremista da essere marginalizzato dal resto della ribellione[57]. È il mentore della giovane Jyn Erso, avendola salvata da bambina quando suo padre Galen venne preso in custodia dall'Impero e sua madre uccisa. A Jedha City rivela a Jyn che Galen ha progettato un difetto nel reattore principale della Morte Nera, e viene ucciso nella successiva distruzione della città da parte della stazione orbitante. In Catalyst: A Rogue One Story viene approfondito il suo legame con Galen e Jyn. È interpretato da Forest Whitaker (che lo doppia anche in Rebels e nel videogioco Star Wars Jedi: Fallen Order) e doppiato da Andrew Kishino in The Clone Wars e The Bad Batch.

- Greedo è un cacciatore di taglie rodiano al servizio di Jabba the Hutt; sebbene nessuno lo prenda troppo sul serio, si crede un esperto e infallibile pezzo grosso. Nella cantina di Mos Eisley in Una nuova speranza, tenta di sparare a Ian Solo ma viene ucciso dal contrabbandiere[58]. La scena, rimaneggiata da George Lucas, ha generato la controversia Han shot first[59]. È interpretato da Paul Blake e doppiato da Larry Ward in Una nuova speranza e da Tom Kenny in The Clone Wars.

- Janus Greejatus è un membro del consiglio imperiale. In Catalyst: A Rogue One Story rappresenta Palpatine alla cerimonia di ritorno di Poggle il Minore a Geonosis. Janus si trova sulla Morte Nera II durante la battaglia di Endor ne Il ritorno dello Jedi, e il suo destino rimane sconosciuto dopo la distruzione della stazione orbitante[60].

- Il Generale Grievous è il comandante supremo dell'armata della Confederazione dei Sistemi Indipendenti in The Clone Wars e La vendetta dei Sith. In origine era un guerriero kaleesh, sottopostosi poi a una trasformazione in cyborg per aumentare le sue capacità combattive. Viene ucciso da Obi-Wan Kenobi durante un combattimento con la spada laser su Utapau[61].

- Nute Gunray è un neimoidiano viceré della Federazione dei Mercanti nella trilogia prequel e in The Clone Wars. Ne La minaccia fantasma si allea segretamente con Darth Sidious per invadere il pianeta Naboo, ma il suo esercito è sconfitto. Allo scoppio delle guerre dei cloni, Gunray fa confluire la Federazione dei Mercanti nella Confederazione dei Sistemi Indipendenti, supportando i separatisti con fondi e droidi da battaglia. Al termine del conflitto, viene convocato su Mustafar insieme agli altri membri del consiglio separatista, dove è ucciso da Dart Fener[62]. È interpretato da Silas Carson e doppiato da Tom Kenny in The Clone Wars.

## H
- Rune Haako è un funzionario neimoidiano della Federazione dei Mercanti e il vice di Nute Gunray nella trilogia prequel. Aiuta il suo sovrano a pianificare l'invasione di Naboo e viene ucciso al termine delle guerre dei cloni da Dart Fener su Mustafar insieme agli altri leader separatisti[63]. È interpretato da Jerome Blake ne La minaccia fantasma, da Alan Ruscoe ne L'attacco dei cloni e da Sandy Thompson ne La vendetta dei Sith e doppiato da James Taylor ne La minaccia fantasma e da Chris Truswell ne L'attacco dei cloni.

- San Hill è il presidente del Clan Bancario Intergalattico ne L'attacco dei cloni e La vendetta dei Sith. Durante le guerre dei cloni si allea con i separatisti, sovvenzionandoli. Viene ucciso da Dart Fener su Mustafar insieme agli altri leader separatisti. È doppiato da Chris Truswell ne L'attacco dei cloni[64].

- Amilyn Holdo è la vice-ammiraglia della Resistenza e un'amica di lunga data della Principessa Leila. Quando Leila perde i sensi durante la fuga dal Primo Ordine ne Gli ultimi Jedi, Holdo assume il comando della Resistenza e adotta una strategia passiva che prevede l'evacuazione sul pianeta Crait; decisione che scontenta alcuni, tra cui Poe Dameron. In seguito, per dare tempo ai suoi compagni di raggiungere sani e salvi Crait, rivolge il proprio incrociatore contro l'ammiraglia nemica ed effettua il salto nell'iperspazio, morendo nell'esplosione della nave ma infliggendo pesanti danni alla flotta del Primo Ordine[65]. È interpretata da Laura Dern.

- Armitage Hux è il capo militare del Primo Ordine, in concorrenza diretta con Kylo Ren per ottenere i favori del leader supremo Snoke. Ne Il risveglio della Forza Hux comanda la Base Starkiller, mentre ne Gli ultimi Jedi è posto a capo della flotta nel dare la caccia alla Resistenza. Ne L'ascesa di Skywalker agisce come spia per conto della Resistenza, contribuendo a salvare Poe Dameron, Finn e Chewbecca dal Primo Ordine. Infine viene ucciso dal generale Pryde che scopre il suo tradimento. È ritratto come un militare fervente, capace e spietato[66]. Il romanzo Star Wars: Aftermath: Life Debt rivela che Hux è il figlio illegittimo dell'ufficiale imperiale Brendol Hux, cresciuto con l'idea che il suo destino sia di regnare sulla galassia. In seguito alla sconfitta rimediata contro la Nuova Repubblica, il giovane Hux si rifugia nelle Regioni Ignote insieme agli ultimi sostenitori dell'Impero. Quando i superstiti si riorganizzano sotto l'egida del Primo Ordine, Hux ne diventa il capo militare, rendendo l'organismo una macchina da guerra formidabile tramite il suo duro addestramento[67]. È interpretato da Domhnall Gleeson.

## I
- IG-88 è un droide assassino assoldato da Dart Fener come cacciatore di taglie per catturare il Millennium Falcon ne L'Impero colpisce ancora[68]. Nell'Universo espanso compaiono quattro cloni di IG-88, tre dei quali vengono distrutti da Boba Fett nel tentativo di sottrargli Ian Solo. Il modello originale si introduce nella Morte Nera II prima della battaglia di Endor per prendere il controllo dell'elaboratore centrale della stazione orbitante e sollevare così una rivolta di droidi volta alla conquista della galassia. Il design di IG-88 si discosta sensibilmente dalla forma slanciata ed elegante dei bozzetti di Ralph McQuarrie, in quanto formato da un insieme di oggetti di scena riciclati, tra cui per testa il distillatore comparso nella cantina di Mos Eisley in Una nuova speranza[21].

- Chirrut Îmwe è un monaco membro dell'ordine dei Guardiani dei Whills, che agisce spesso in coppia con Baze Malbus. Nonostante sia cieco, tramite un rigoroso allenamento mentale e fisico, ha sviluppato i suoi sensi a tal punto da muoversi e combattere con estrema precisione. In Rogue One aiuta l'Alleanza Ribelle a rubare i piani della Morte Nera, facendo parte della squadriglia Rogue 1, ma rimane ucciso dall'esplosione di una granata[69]. È interpretato da Donnie Yen.

- Sidon Ithano è un pirata che indossa una caratteristica maschera kaleesh rossa. Ne Il risveglio della Forza Finn lo contatta nel castello di Maz Kanata per assicurarsi un passaggio per l'Orlo Esterno[70]. È interpretato da Cavin Cornwall.

## J
- Jabba the Hutt è un gangster Hutt a capo di un vasto impero criminale gestito dal suo palazzo di Tatooine. Ne La minaccia fantasma assiste alla corsa con gli sgusci su Tatooine, mentre nella trilogia originale ingaggia dei cacciatori di taglie per catturare Ian Solo, indebitato con lui. Viene strangolato dalla Principessa Leila a bordo della sua nave ne Il ritorno dello Jedi[71].

- Kanan Jarrus è un Jedi allievo di Depa Billaba nel fumetto Star Wars: Kanan. Nato Caleb Dume e scampato alla grande purga Jedi, si unisce ai ribelli diventando il leader dell'equipaggio della Spettro in Star Wars: Una nuova alba e Rebels. Prende in seguito come padawan Ezra Bridger[72].

- Il Moff Tiaan Jerjerrod è l'ufficiale imperiale supervisore della costruzione della Morte Nera II ne Il ritorno dello Jedi. Ambizioso tecnocrate, Jerjerrod si trova però costretto a fare i conti con penuria di tempo e mezzi, scontentando Dart Fener e Palpatine per la lentezza nell'avanzamento dei lavori. Muore nella distruzione della stazione orbitante[73]. È interpretato da Michael Pennington.

- Qui-Gon Jinn è un Jedi anticonformista apprendista del Conte Dooku e a sua volta maestro di Obi-Wan Kenobi. Ne La minaccia fantasma riconosce in Anakin Skywalker il prescelto che porterà equilibrio nella forza e decide di iniziarlo all'uso della Forza. Viene ucciso da Darth Maul[74].

- Jira è un'anziana venditrice ambulante di Mos Espa amica di Anakin Skywalker apparsa ne La minaccia fantasma[75]. È interpretata da Margaret Towner.

## K
- K-2SO è un droide imperiale rubato e riprogrammato dall'Alleanza Ribelle e il copilota e compagno di avventure di Cassian Andor. Il suo aspetto gli permette di infiltrarsi di nascosto tra le file nemiche in missioni di spionaggio[76]. Ha la tendenza a esprimere i propri pensieri in modo sfacciato, indelicato e senza giri di parole, e sfoggia spesso un umorismo nero e sarcastico[2]. Durante la missione per recuperare i dati della Morte Nera su Scarif in Rogue One, K-2SO viene distrutto per proteggere Jyn Erso e Cassian Andor dagli stormtrooper. Il personaggio è stato elogiato in egual misura da critici e fan[77][78]. È interpretato in motion capture e doppiato da Alan Tudyk.

- Maz Kanata è un'anziana piratessa, saggia e dall'animo gentile, con vasti contatti e profondi legami nel mondo della criminalità. Risiede in un castello, che funge da luogo di incontro per pirati, contrabbandieri, criminali e spie, sul pianeta Takodana. Accoglie Ian Solo, Finn e Rey nel suo castello e consegna loro la spada laser di Luke Skywalker[79]. Compare nella trilogia sequel. Il regista J. J. Abrams intendeva inizialmente utilizzare un pupazzo per il ruolo di Maz, ma quando stabilì le diverse espressioni che avrebbe dovuto assumere e le azioni che avrebbe dovuto compiere, optò infine per un personaggio in CGI interpretato tramite motion capture da Lupita Nyong'o, la quale le presta anche la voce[80].

- Coleman Kcaj è un Jedi ongree membro del consiglio Jedi durante le guerre dei cloni. Partecipa alla battaglia di Geonosis ne La vendetta dei Sith e compare diverse volte in The Clone Wars.

- Obi-Wan Kenobi è un Jedi, apprendista di Qui-Gon Jinn e maestro di Anakin Skywalker nella trilogia prequel. Divenuto membro del consiglio Jedi, partecipa alle guerre dei cloni, in cui uccide il Generale Grievous. È tra i pochi sopravvissuti alla grande purga Jedi. Nella trilogia originale istruisce Luke Skywalker all'uso della Forza[81].

- Cal Kestis è un ex padawan sopravvissuto alla Grande Purga Jedi che, durante il regno dell'Impero Galattico, vive in isolamento sul pianeta Bracca fino a quando un incidente lo costringe a rivelare i suoi poteri della Forza. Inseguito in tutta la galassia dagli inquisitori imperiali, Cal si imbarca in una missione per cercare di ricostruire l'ordine Jedi mentre viene raggiunto da una serie di improbabili alleati che lo aiutano a sfidare il dominio dell'Impero e diventano una seconda famiglia per lui[82]. Compare nei videogiochi Star Wars Jedi: Fallen Order e Star Wars Jedi: Survivor. È interpretato da Cameron Monaghan[83].

- Ki-Adi-Mundi è un Jedi cereano membro del consiglio Jedi nella trilogia prequel e The Clone Wars. Partecipa alle guerre dei cloni e viene ucciso su Mygeeto dai suoi clone trooper dopo l'emissione dell'ordine 66[84]. È interpretato da Silas Carson e doppiato da Brian George in The Clone Wars, mentre in italiano è doppiato da Gianni Musy nei film e da Franco Zucca in The Clone Wars.

- Agen Kolar è un Jedi zabrak che partecipa alla battaglia di Geonosis e viene eletto nel consiglio Jedi ne L'attacco dei cloni e La vendetta dei Sith. Insieme a Mace Windu, Kit Fisto e Saesee Tiin tenta di arrestare Palpatine, ma viene ucciso dal signore dei Sith[85]. È interpretato da Tux Akindoyeni.

- Plo Koon è un Jedi kel dor membro del consiglio Jedi nella trilogia prequel e in The Clone Wars. È lui a scoprire il potenziale della piccola Ahsoka Tano e a portarla nell'ordine. Partecipa a diverse missioni e battaglie nelle guerre dei cloni; in una di esse, su Cato Neimoidia, i suoi clone trooper gli si rivoltano contro dopo l'emissione dell'ordine 66 e aprono il fuoco sulla sua nave, distruggendola[86]. È interpretato da Alan Ruscoe ne La minaccia fantasma e da Matt Sloan ne L'attacco dei cloni e La vendetta dei Sith e doppiato da James Arnold Taylor in The Clone Wars.

- Eeth Koth è un Jedi zabrak membro del consiglio Jedi ne La minaccia fantasma e L'attacco dei cloni. In The Clone Wars viene sconfitto durante un combattimento dal Generale Grievous e catturato, ma è successivamente liberato da Anakin Skywalker, Obi-Wan Kenobi e Adi Gallia. Ne La vendetta dei Sith viene sostituito nel Concilio Jedi da Agen Kolar[87]. È interpretato da Hassani Shapi e doppiato da Chris Edgerly in The Clone Wars.

- Orson Krennic è il direttore del dipartimento di ricerca sulle armi dell'esercito imperiale. Brillante ma crudele, è ossessionato dal completamento della Morte Nera. È introdotto nel romanzo Catalyst: A Rogue One Story, in cui manipola Galen Erso nel lavorare al progetto insieme a lui. Krennic è il principale antagonista in Rogue One. Affronta i ribelli su Scarif, ma viene ucciso dalla sua stessa creazione, quando Tarkin ordina alla Morte Nera di fare fuoco sul pianeta per prevenire la fuga di informazioni sulla stazione orbitante[88]. È interpretato da Ben Mendelsohn.

## L
- Beru Lars, in precedenza Beru Whitesun, è la fidanzata e poi moglie di Owen Lars ne L'attacco dei cloni, La vendetta dei Sith e Una nuova speranza. Prende in custodia il piccolo Luke Skywalker e lo cresce come madre adottiva. In Una nuova speranza viene uccisa nella sua casa su Tatooine da stormtrooper in cerca dei droidi C-3PO e R2-D2[89]. È interpretata da Shelagh Fraser in Una nuova speranza e Bonnie Piesse ne L'attacco dei cloni, La vendetta dei Sith e in Obi-Wan Kenobi[7].

- Cliegg Lars è un coltivatore d'umidità di Tatooine, vedovo e padre di Owen Lars. Acquista e in seguito libera e sposa Shmi Skywalker ne L'attacco dei cloni, diventando il padre adottivo di Anakin Skywalker. Perde la gamba destra nel tentativo di liberare Shmi dai Tusken che l'avevano rapita e muore poco dopo[90]. È interpretato da Jack Thompson.

- Owen Lars è un coltivatore di umidità di Tatooine, figlio di Cliegg Lars e marito di Beru Lars ne L'attacco dei cloni e La vendetta dei Sith. Prende in custodia il piccolo Luke Skywalker e lo cresce come padre adottivo. In Una nuova speranza acquista i droidi C-3PO e R2-D2 dai jawa, ma, rifiutandosi di consegnarli agli agenti imperiali o di rivelare la loro posizione, viene ucciso dagli stormtrooper[91]. È interpretato da Phil Brown in Una nuova speranza e da Joel Edgerton ne L'attacco dei cloni, La vendetta dei Sith e in Obi-Wan Kenobi[7].

## M
- Shu Mai è la presidentessa gossam della Gilda del Commercio ne L'attacco dei cloni e La vendetta dei Sith. Durante le guerre dei cloni offre il supporto della gilda alla Confederazione dei Sistemi Indipendenti ed è infine uccisa insieme agli altri leader separatisi da Dart Fener su Mustafar[92]. È doppiata da Christopher Truswell.

- Baze Malbus è un irruento mercenario e grande amico di Chirrut Îmwe. In Rogue One aiuta l'Alleanza Ribelle a rubare i piani della Morte Nera, ma muore colpito dalle guardie personali del direttore Krennic, che avevano ucciso poco prima Chirrut con una granata. È interpretato da Jiang Wen[93].

- Il Mandaloriano è un cacciatore di taglie che opera nell'Orlo Esterno negli anni successivi alla caduta dell'Impero, protagonista della serie televisiva The Mandalorian[94].

- Darth Maul è il figlio di Talzin e l'apprendista Sith di Darth Sidious ne La minaccia fantasma. Uccide in combattimento Qui-Gon Jinn, ma viene tranciato in due e lasciato per morto da Obi-Wan Kenobi. Maul riesce però a sopravvivere, e in The Clone Wars, Star Wars: Darth Maul - Figlio di Dathomir e Rebels si unisce a suo fratello Savage Opress per cercare vendetta nei confronti di Obi-Wan e Darth Sidious[95].

- Ruescott Melshi è un sergente delle forze speciali dell'Alleanza Ribelle. Nella serie Andor, Melshi è imprigionato su Narkina 5, dove conosce Cassian Andor, assieme al quale riesce a fuggire. Entrato a far parte dell'Alleanza, in Rogue One fa parte del gruppo che aiuta Jyn Erso e Cassian a rubare i piani della Morte Nera, trovando anch'egli la morte. È interpretato da Duncan Pow.

- Sly Moore è un'assistente del cancelliere supremo Palpatine ne L'attacco dei cloni e La vendetta dei Sith. È interpretata da Sandi Findlay.

- Mon Mothma è una senatrice della tarda Repubblica e, in seguito all'instaurazione dell'Impero Galattico, cofondatrice e leader dell'Alleanza Ribelle, come mostrato ne La vendetta dei Sith, Rogue One e Il ritorno dello Jedi[96]. Il suo ruolo alla guida dei ribelli viene approfondito in altre opere canoniche, tra cui The Clone Wars e Rebels. Nella trilogia Star Wars: Aftermath, collocata dopo la sconfitta dell'Impero nella battaglia di Endor, Mothma diviene la prima cancelliera della Nuova Repubblica, promuovendo una demilitarizzazione della galassia. È interpretata da Caroline Blakiston ne Il ritorno dello Jedi e da Genevieve O'Reilly ne La vendetta dei Sith, Rogue One, Andor e Ahsoka e doppiata da Kath Soucie in The Clone Wars e da Genevieve O'Reilly in Rebels[7].

- L'Ammiraglio Conan Antonio Motti è un ufficiale imperiale imbarcato sulla Morte Nera in Una nuova speranza. Estremamente arrogante, sopravvaluta l'invulnerabilità della stazione orbitante e si dimostra scettico riguardo alla fede che Dart Fener ripone nella Forza, venendo per questo quasi strozzato a morte dal Sith[97]. È interpretato da Richard LeParmentier.

## N
- Boss Nass è il capo dei gungan ne La minaccia fantasma. In seguito all'invasione del pianeta Naboo da parte della Federazione dei Mercanti, si allea con la regina Padmé Amidala per fronteggiare la minaccia. È doppiato da Brian Blessed.

- Il Capitano Lorth Needa è un ufficiale imperiale comandante della nave Avenger ne L'Impero colpisce ancora. Fallisce nella cattura del Millennium Falcon dopo la battaglia di Hoth, venendo per questo giustiziato da Dart Fener. È interpretato da Michael Culver[98].

- Bazine Netal è una cacciatrice di taglie e spia per conto del Primo Ordine ne Il risveglio della Forza. Informa il Primo Ordine dell'arrivo del droide BB-8 al castello di Maz Kanata[99]. È interpretata da Anna Brewster.

- Jocasta Nu è l'anziana custode dell'archivio del tempio Jedi ne L'attacco dei cloni e The Clone Wars. Nell'universo espanso viene uccisa da Dart Fener durante la strage del tempio Jedi[100], mentre nel nuovo canone trova la morte sempre per mano dei Sith a seguito dell'ascesa dell'Impero, dopo che si è recata su Coruscant per recuperare un holocron. È interpretata da Alethea McGrath e doppiata da Flo DiRe in The Clone Wars.

- Po Nudo è un senatore aqualish del pianeta Ando. Nella trilogia prequel si unisce alla causa separatista e viene posto a capo del Cartello delle Ipercomunicazioni. Viene ucciso al termine delle guerre dei cloni insieme agli altri leader separatisti da Dart Fener[101]. È interpretato da Paul James Nicholson.

- Ten Numb è un pilota ribelle sullustano che partecipa alla battaglia di Endor pilotando un caccia B-wing. Nella serie di romanzi dell'Universo espanso X-wing, Ten viene catturato durante una missione da forze imperiali e torturato a morte.

- Nien Nunb è un contrabbandiere sullustano che si unisce all'Alleanza Ribelle in qualità di pilota. Co-pilota il Millennium Falcon insieme a Lando Calrissian ne Il ritorno dello Jedi durante la battaglia di Endor. Nella trilogia sequel Nunb combatte tra le file della Resistenza morendo nella battaglia di Exegol[102]. È interpretato in costume e maschera da Richard Bonehill e come burattino da Mike Quinn, mentre nella trilogia sequel il suo ruolo è affidato unicamente a Quinn. È doppiato dal keniano Bill Kipsang Rotich in lingua gikuyu[103].

## O
- Barriss Offee è la padawan mirialana di Luminara Unduli ne L'attacco dei cloni. In The Clone Wars partecipa alle guerre dei cloni, in cui rimane delusa dall'atteggiamento militaristico dell'ordine Jedi; pianifica quindi un attentato al tempio Jedi, facendo ricadere la colpa sulla sua amica Ahsoka Tano. Smascherata, viene infine arrestata da Anakin Skywalker[104]. È interpretata da Nalini Krishan e doppiata in originale da Meredith Salenger in The Clone Wars e in italiano da Perla Liberatori.

- Bail Organa è il viceré e un senatore del pianeta Alderaan ne L'attacco dei cloni, La vendetta dei Sith, Obi-Wan Kenobi e Rogue One. Appare anche in The Clone Wars e Rebels. Di indole pacifista, Bail disapprova le guerre dei cloni e la conseguente instaurazione dell'Impero Galattico; insieme ad altri oppositori fonda quindi l'Alleanza Ribelle. A lui e a sua moglie è affidata la piccola Leila, che Bail cresce come sua figlia. Muore insieme agli altri abitanti di Alderaan nella distruzione del pianeta a opera della Morte Nera in Una nuova speranza[105]. È interpretato da Jimmy Smits e doppiato da Phil LaMarr in The Clone Wars e Rebels.

- Leila Organa è la figlia di Anakin Skywalker e Padmé Amidala e la sorella gemella di Luke. Cresciuta su Alderaan presso suo padre adottivo Bail Organa, si unisce all'Alleanza Ribelle e ne diviene una dei principali esponenti nella trilogia originale. Dopo la sconfitta dell'Impero, guida per qualche tempo la Nuova Repubblica e fonda poi la Resistenza, un'organizzazione militare per contrastare il Primo Ordine nella trilogia sequel. È inoltre la moglie di Ian Solo e la madre di Ben Solo[106].

- L'Ammiraglio Kendal Ozzel è un ufficiale imperiale capitano della nave Executor ne L'Impero colpisce ancora. Per via della sua incompetenza, Dart Fener lo uccide con l'uso della Forza prima della battaglia di Hoth. È interpretato da Michael Sheard.

## P
- Palpatine è un senatore di Naboo e in seguito cancelliere supremo della Repubblica Galattica nella trilogia prequel e The Clone Wars. Sotto la sua identità si nasconde in realtà il signore oscuro dei Sith Darth Sidious. Le sue macchinazioni portano alle guerre dei cloni, alla grande purga Jedi, alla caduta della Repubblica e alla sua riconversione nell'Impero Galattico. Proclamatosi imperatore, Palpatine affronta l'Alleanza Ribelle tramite la costruzione delle stazioni orbitanti Morte Nera e Morte Nera II, ma è ucciso dal suo discepolo Dart Fener ne Il ritorno dello Jedi[107]. Infine riappare ne L'ascesa di Skywalker per compiere la sua vendetta ma viene definitivamente sconfitto da Rey.

- Il Capitano Quarsh Panaka è il capo delle forze di sicurezza reali di Naboo ne La minaccia fantasma. Durante l'invasione del pianeta da parte della Federazione dei Mercanti, Panaka protegge la regina Amidala[108]. In Leia, Princess of Alderaan, riprendendo una linea narrativa dell'Universo espanso, Panaka cambia schieramento e viene nominato Moff al servizio dell'Impero; è infine ucciso da un attentato perpetrato dai ribelli di Saw Gerrera[109]. È interpretato da Hugh Quarshie.

- Jess Pava è una pilota di X-wing della Resistenza che idolatra i grandi piloti dell'Alleanza Ribelle del passato. Ne Il risveglio della Forza partecipa alla battaglia della Base Starkiller; appare anche nel fumetto Star Wars: Poe Dameron[110]. È interpretata da Jessica Henwick.

- Sate Pestage è un funzionario repubblicano inviato su Geonosis come emissario di Palpatine in occasione del ritorno di Poggle il Minore nel romanzo Catalyst: A Rogue One Story. In Star Wars: Tarkin assurge a membro del consiglio imperiale. Nell'universo espanso, Pestage è un alto funzionario dell'Impero e, dopo la morte di Palpatine, ne assume il controllo per qualche mese, ma è tradito dai suoi consiglieri e infine assassinato per ordine di Ysanne Isard.

- Il Capitano Phasma è la comandante degli stormtrooper del Primo Ordine ne Il risveglio della Forza e Gli ultimi Jedi. Si distingue per la sua peculiare armatura cromata e il suo carattere duro e inflessibile. Durante la battaglia della Base Starkiller, Finn e Ian Solo le tendono una trappola, costringendola a disabilitare gli scudi protettivi della superarma[111]. Ritornata alla sua posizione, ne Gli ultimi Jedi Phasma affronta Finn, ma subisce una sconfitta e precipita poi tra le fiamme. Il romanzo Star Wars: Phasma approfondisce le origini e i trascorsi del personaggio[112], mentre il fumetto Star Wars: Captain Phasma ripercorre la sua fuga dalla Base Starkiller, colmando l'intervallo della sua storia tra i primi due film della trilogia sequel[113]. Il design del personaggio deriva da un bozzetto per l'aspetto di Kylo Ren che era stato scartato; la produttrice Kathleen Kennedy lo trovò però talmente convincente da persuadere il regista J. J. Abrams a riciclare il design per un nuovo personaggio: Phasma[114]. Il nome è invece un omaggio al film Fantasmi (Phantasm)[115]. Il personaggio venne concepito inizialmente come un uomo, ma fu cambiato in donna meno di tre settimane prima dell'inizio delle riprese[116]. La maggior parte dei critici lamentò il ruolo marginale di Phasma nei film, a fronte di massicce apparizioni promozionali e le conseguenti attese e speculazioni da parte dei fan[117]. È interpretata da Gwendoline Christie.

- Even Piell è un Jedi lannik membro del consiglio Jedi ne La minaccia fantasma e L'attacco dei cloni. In The Clone Wars viene catturato dai separatisti per estorcergli informazioni strategiche e, sebbene venga liberato da Obi-Wan Kenobi, Anakin Skywalker e Ahsoka Tano, muore poco dopo per le ferite riportate. È interpretato da Michaela Cottrell e doppiato da Blair Bless in The Clone Wars[118].

- L'Ammiraglio Firmus Piett, è un ufficiale che serve tra i ranghi della flotta imperiale nei film L'impero colpisce ancora e Il ritorno dello Jedi, e l'unico ufficiale imperiale ad apparire in più di un film. Nominato capitano a bordo della nave Executor, Piett viene promosso ad ammiraglio da Dart Fener dopo l'esecuzione del suo predecessore Ozzel. Muore durante la battaglia di Endor, quando il pilota ribelle Arvel Crynyd si schiata con il suo A-wing sul ponte di comando della nave. È interpretato da Kenneth Colley[119][120].

- Darth Plagueis è un signore oscuro dei Sith, maestro di Darth Sidious ucciso nel sonno dal suo allievo. Viene menzionato da Palpatine ne La vendetta dei Sith nel suo tentativo di attirare Anakin Skywalker al lato oscuro, definendolo un Sith talmente potente che era in grado di influenzare direttamente i midi-chlorian e con il potere di eludere perfino la morte. Il romanzo dell'Universo espanso Star Wars: Darth Plagueis espande la storia del personaggio e il suo rapporto con Darth Sidious[121].

- Unkar Plutt è un rivenditore di pezzi di ricambio e rottami del pianeta Jakku ne Il risveglio della Forza, che acquista in massa in cambio di porzioni di cibo. Cerca di convincere Rey a vendergli il droide BB-8 e quando questa rifiuta, tenta di rubarlo. Durante la sua fuga dal pianeta, Rey e Finn gli sottraggono il Millennium Falcon[122]. È interpretato da Simon Pegg.

- Poggle il Minore è l'arciduca di Geonosis. Scaltro e sleale, decide di unirsi alla Confederazione dei Sistemi Indipendenti, fornendo numerosi droidi da battaglia ai suoi alleati. Ne L'attacco dei cloni ospita il consiglio separatista sul proprio pianeta, provocando l'attacco dei Jedi e la conseguente battaglia di Geonosis. Scampato alla cattura, in The Clone Wars incita una rivolta contro l'occupazione repubblicana sul pianeta, scatenando una repressione da parte dei Jedi. Dopo aver fornito supporto logistico e organizzativo per la costruzione della Morte Nera in Catalyst: A Rogue One Story, viene ucciso insieme agli altri leader separatisti su Mustafar da Dart Fener ne La vendetta dei Sith[123][124]. È doppiato da Marton Csokas ne L'attacco dei cloni e da Matthew Wood in The Clone Wars.

- Yarael Poof è un Jedi quermiano che siede nel consiglio Jedi ne La minaccia fantasma[125]. Nel fumetto dell'Universo espanso Star Wars: Zam Wesell, Yarael si sacrifica per disinnescare un'arma di distruzione di massa, attivata dal terrorista Ashaar Khorda, e salvare così la popolazione di Coruscant. È interpretato da Michelle Taylor.

- Il Generale Enric Pryde è un ufficiale del Primo Ordine. In seguito al tradimento del Generale Hux, Pryde è colui che lo giustizia, e in seguito prende il controllo della flotta durante la battaglia di Exegol, dove incontra la sua fine dopo che il suo Star Destroyer viene distrutto dalla Resistenza. Appare ne L'ascesa di Skywalker, interpretato da Richard E. Grant[126].

- PZ-4CO è un droide impiegato nel reparto comunicazioni del quartier generale della Resistenza ne Il risveglio della Forza e Gli ultimi Jedi[127].

## Q
- Khaat Qiyn è una Jedi che partecipa alla battaglia di Geonosis ne L'attacco dei cloni. Appare anche nel fumetto Star Wars: Darth Maul. È interpretata da Zuraya Hamilton.

## R
- R2-D2 è un astrodroide che compare in tutti i film della serie principale. Pieno di risorse, spavaldo e sfrontato, agisce spesso in coppia con C-3PO, prendendo parte a pericolose missioni che definiscono i maggiori eventi della galassia; diventa infatti, in momenti diversi, il custode dei piani della Morte Nera e della mappa che conduce al nascondiglio di Luke Skywalker.[2][128].

- R4-P17 è un astrodroide che accompagna Obi-Wan Kenobi in numerose missioni, inclusa la battaglia di Geonosis ne L'attacco dei cloni e le guerre dei cloni in The Clone Wars. Viene decapitato da alcuni droidi durante la battaglia di Coruscant ne La vendetta dei Sith e rimpiazzato da R4-G9[129].

- Oppo Rancisis è un Jedi thisspiasiano membro del consiglio Jedi ne La minaccia fantasma, L'attacco dei cloni e The Clone Wars[130]. Nel fumetto dell'Universo espanso Star Wars: Republic, Rancisis viene ucciso da Sora Bulq durante le guerre dei cloni. È interpretato da Jerome Blake.

- Max Rebo è un tastierista ortoloan e leader della Max Rebo Band che si esibisce al palazzo di Jabba the Hutt ne Il ritorno dello Jedi[131]. Nell'Universo espanso, dopo la morte del suo mecenate, Max continua per qualche tempo ad esibirsi insieme a Sy Snootles per poi iniziare una carriera da solista intrattenendo le truppe dell'Alleanza Ribelle. È interpretato da Simon Williamson[132]

- Kylo Ren è il capo di un gruppo di utilizzatori del lato oscuro della Forza chiamati Cavalieri di Ren, sotto le direttive di Snoke e affiliati con il Primo Ordine. Nato Ben Solo, figlio di Ian Solo e Leila Organa, venne instradato da Luke Skywalker all'uso della Forza, prima di abbandonare il suo maestro e passare al lato oscuro.

- Rey è un'orfana che sopravvive sull'arido pianeta Jakku vendendo pezzi di ricambio ottenuti da vecchi rottami di astronavi ne Il risveglio della Forza. Dopo l'incontro con BB-8, Finn e Ian Solo, Rey si unisce alla Resistenza e sviluppa una predisposizione all'uso della Forza[133].

- Hurst Romodi è un ufficiale imperiale apparso in Una nuova speranza, Rogue One e Star Wars: Darth Vader. Durante il completamento e la messa a punto della Morte Nera collabora strettamente con il Grand Moff Tarkin. In seguito prende parte alla riunione delle più alte cariche imperiali a bordo della stessa stazione orbitante, rimanendo coinvolto nella sua distruzione a opera dei ribelli. È interpretato da Ian Selby in Una nuova speranza e da Andy de la Tour in Rogue One.

- Bodhi Rook è un timoroso pilota imperiale che, incoraggiato da Galen Erso, diserta verso l'Alleanza Ribelle. Spacciandosi per un soldato imperiale, partecipa alla missione su Scarif per rubare i piani della Morte Nera; tuttavia, nell'aiutare i ribelli, fa saltare la sua copertura, e viene quindi ucciso dagli stormtrooper[134]. È interpretato da Riz Ahmed.

## S
- Sebulba è un dug e uno dei migliori piloti di sgusci della galassia, dal carattere aggressivo e arrogante. Ne La minaccia fantasma partecipa alla corsa con gli sgusci di Tatooine, dove ricorre a trucchi e scorrettezze per vincere la gara, ma è infine battuto da Anakin Skywalker[135]. È interpretato da Lewis MacLeod.

- Aayla Secura è una Jedi twi'lek apprendista di Quinlan Vos, che agisce da generale in diverse battaglie delle guerre dei cloni ne L'attacco dei cloni e The Clone Wars. Ne La vendetta dei Sith viene uccisa dai clone trooper dopo l'emissione dell'ordine 66[136].

- Korr Sella è la rappresentante della Resistenza presso il senato della Nuova Repubblica. Durante un'ambasciata su Hosnian Prime ne Il risveglio della Forza, rimane coinvolta nella distruzione del pianeta da parte della Base Starkiller[137]. Sella ha un ruolo più di rilievo nei romanzi Star Wars: Il risveglio della Forza e Star Wars: Bloodline, che esplora inoltre i suoi trascorsi con la Principessa Leila. È interpretata da Maisie Richardson-Sellers[138].

- Fennec Shand è una cacciatrice di taglie e alleata di Boba Fett. Compare in The Mandalorian, The Book of Boba Fett e The Bad Batch[139]. È interpretata da Ming-Na Wen[140].

- Sifo-Dyas è un Jedi espulso dal Consiglio Jedi poco prima l'invasione di Naboo per via delle sue idee troppo radicali. Grazie alla sua preveggenza, Sifo-Dyas aveva infatti previsto un imminente conflitto e, convinto che la Repubblica necessitasse di un esercito, commissionò ai kaminoani la creazione di un'armata di cloni. Quando Palpatine e il Conte Dooku appresero della sua iniziativa, lo fecero uccidere e continuarono a impersonarlo e a finanziare i kaminoani, manipolando i cloni per ubbidire segretamente ai loro ordini[141]. È doppiato da Paul Nakauchi in The Clone Wars.

- Aurra Sing è una cacciatrice di taglie che assiste alla corsa con gli sgusci su Tatooine ne La minaccia fantasma. In The Clone Wars accudisce il piccolo Boba Fett dopo la morte del padre Jango Fett e lo instrada alla carriera di cacciatore di taglie[142]. È interpretata da Michonne Bourriague e doppiata da Jaime King in The Clone Wars.

- Luke Skywalker è il figlio di Anakin Skywalker e Padmé Amidala e il fratello gemello di Leila. Cresciuto su Tatooine presso il padre adottivo, lo zio Owen Lars, si unisce all'Alleanza Ribelle e diviene un Jedi tramite gli insegnamenti di Obi-Wan Kenobi e Yoda, risultando determinante nella sconfitta dell'Impero nella trilogia originale. Nella trilogia sequel si ritira in isolamento dopo il passaggio al lato oscuro del suo discepolo Ben Solo[143].

- Shmi Skywalker è la madre di Anakin Skywalker. Risiede su Tatooine, dove è una schiava di Watto ne La minaccia fantasma. Dopo aver accettato la proposta di Qui-Gon Jinn di sottoporre il figlio all'addestramento Jedi, Shmi viene acquistata, liberata e presa in moglie da Cliegg Lars. Diversi anni più tardi, ne L'attacco dei cloni, è rapita e uccisa da una banda di predoni Tusken; la sua morte segna una tappa importante nel passaggio di Anakin al lato oscuro[144]. È interpretata da Pernilla August.

- Sy Snootles è una cantante pa'lowick membro della Max Rebo Band che si esibisce al palazzo di Jabba the Hutt ne Il ritorno dello Jedi. In The Clone Wars agisce inoltre come spia e agente per Jabba[145]. Nell'Universo espanso, dopo la morte del suo mecenate, Sy continua per qualche tempo ad esibirsi insieme a Max Rebo per poi iniziare un'infruttuosa carriera da solista. Nella versione originale de Il ritorno dello Jedi, Sy è un pupazzo manovrato da Mike Quinn e Tim Rose, mentre nella riedizione in DVD è stata ricreata in CGI e doppiata da Annie Arbogast, mentre in The Clone Wars ha la voce di Nika Futterman.

- Il Leader Supremo Snoke è il sovrano del Primo Ordine e un esperto conoscitore e utilizzatore del lato oscuro della Forza. È l'antagonista dominante ne Il risveglio della Forza e Gli ultimi Jedi. Seduce Ben Solo nel convertirsi al lato oscuro e lo addestra come suo discepolo sotto il nome di Kylo Ren. Ne Gli ultimi Jedi, Snoke crea un collegamento mentale tra Ren e Rey, in modo tale che la ragazza abbassi la guardia e venga portata al suo cospetto per estorcerle informazioni sul nascondiglio di Luke Skywalker. Esaurita la sua utilità, Snoke ordina a Ren di uccidere Rey, ma l'apprendista tradisce il maestro e lo assassina, proclamandosi nuovo leader supremo e facendo ricadere la colpa su Rey[146]. Ne L'ascesa di Skywalker si scopre che è un clone creato da Palpatine con i poteri del lato oscuro, e usato come un burattino per controllare il Primo Ordine[147]. È interpretato da Andy Serkis.

- Ian Solo è un contrabbandiere e capitano del Millennium Falcon nella trilogia originale. Dopo aver conosciuto Luke Skywalker e la Principessa Leila, mette le sue abilità al servizio dell'Alleanza Ribelle, diventandone un leader e partecipando a numerose battaglie e missioni contro l'Impero. Sposa in seguito Leila, dalla quale ha il figlio Ben Solo. Ne Il risveglio della Forza viene ucciso proprio da Ben nel tentativo di allontanarlo dal lato oscuro[148].

- L'Ammiraglio Statura è un ufficiale della Resistenza ne Il risveglio della Forza. Identifica correttamente il punto debole della Base Starkiller, favorendone la distruzione da parte dei ribelli[149]. Appare anche nel fumetto Star Wars: Poe Dameron. È interpretato da Ken Leung.

- Lama Su è il primo ministro di Kamino ne L'attacco dei cloni e The Clone Wars. Viene incaricato da Sifo-Dyas di creare un esercito di cloni per la Repubblica galattica, sfruttando le strutture e le avanzate conoscenze biologiche e tecnologiche del suo popolo. Ne L'attacco dei cloni accompagna Obi-Wan Kenobi nell'ispezione della fabbrica dove vengono creati i cloni[150]. È doppiato da Anthony Phelan.

- Bultar Swan è una Jedi che prende parte alla battaglia di Geonosis ne L'attacco dei cloni. Nel fumetto dell'Universo espanso Star Wars: Purge, Swan rimane uccisa nella grande purga Jedi[151]. È interpretata da Mimi Daraphet.

## T
- Il Generale Cassio Tagge è il comandante delle forze armate della Morte Nera in Una nuova speranza. Esprime preoccupazione sulla vulnerabilità della stazione orbitante a causa dei piani in possesso dei ribelli. Il fumetto Star Wars: Darth Vader rivela che Tagge è scampato alla distruzione della Morte Nera ed è stato promosso al ruolo di gran generale da Palpatine[152]. È interpretato da Don Henderson.

- Wat Tambor è il leader skakoano della Tecno Unione ne L'attacco dei cloni, La vendetta dei Sith e The Clone Wars. Si unisce alla Confederazione dei Sistemi Indipendenti, fornendo mezzi e tecnologie alla causa separatista. Viene ucciso su Mustafar insieme agli altri leader separatisti da Dart Fener al termine delle guerre dei cloni[153]. È interpretato da Chris Truswell e doppiato da Matthew Wood in The Clone Wars.

- Ahsoka Tano è una Jedi togruta e padawan di Anakin Skywalker, con cui collabora a diverse missioni durante le guerre del cloni in The Clone Wars. Viene accusata ingiustamente dell'attentato al tempio Jedi operato da Barriss Offee e, benché venga in seguito assolta, perde fiducia nell'ordine e decide di abbandonarlo. Riappare nel romanzo Star Wars: Ahsoka e in Rebels, in cui aiuta i ribelli sotto l'identità di "Fulcrum"[154].

- Tarfful è un capo e generale degli wookiee che governa la città di Kachirho sul pianeta Kashyyyk nel periodo delle guerre dei cloni. Compare in The Clone Wars, in cui aiuta a liberare Chewbecca e diversi iniziati Jedi, tra cui Ahsoka Tano, dai trandoshani. Ne La vendetta dei Sith Tarfful guida i suoi compagni nella battaglia contro l'esercito dei separatisti e, insieme a Chewbecca, aiuta Yoda a fuggire da Kashyyyk per scampare all'Ordine 66[155].

- Il Grand Moff Tarkin è il governatore dei territori dell'Orlo Esterno e il comandante della Morte Nera in Una nuova speranza. Spietato e autoritario, perisce nella distruzione della stazione orbitante a opera dei ribelli.

- Roos Tarpals è il capitano dell'armata gungan durante l'invasione di Naboo ne La minaccia fantasma. In The Clone Wars viene promosso al rango di generale e presta servizio durante le guerre dei cloni. Viene ucciso durante una missione dal Generale Grievous[156]. È doppiato da Steven Speirs ne La minaccia fantasma e da Fred Tatasciore in The Clone Wars.

- Lor San Tekka è un anziano esploratore e seguace della Chiesa della Forza di Jakku. Possiede un frammento di mappa che indica il nascondiglio di Luke Skywalker, motivo per il quale è cercato sia dal Primo Ordine che dalla Resistenza. Ne Il risveglio della Forza viene ucciso dal Primo Ordine poco dopo aver consegnato le coordinate a Poe Dameron[157]. È interpretato da Max von Sydow.

- Il Grand'ammiraglio Thrawn è un brillante stratega della marina imperiale. Ideato da Timothy Zahn come antagonista principale della serie di romanzi dell'Universo espanso Trilogia di Thrawn, il personaggio è stato accolto in modo molto positivo, tanto da essere incluso nel nuovo canone in Rebels e nella serie di romanzi Star Wars: Thrawn[158].

- Shaak Ti è una Jedi togruta che sostituisce Yaddle nel consiglio Jedi prima delle guerre dei cloni. Partecipa alla battaglia di Geonosis ne L'attacco dei cloni, e in The Clone Wars sovraintende all'addestramento dei cloni su Kamino. In una scena eliminata de La vendetta dei Sith, Ti viene uccisa durante l'attacco di Dart Fener al tempio Jedi nel corso della grande purga Jedi[159]. Nel videogioco Star Wars: Il potere della Forza dell'Universo espanso, Ti sopravvive l'ordine 66, ma è uccisa in seguito da apprendista Galen Marek. È interpretata da Orli Shoshan e doppiata da Tasia Valenza in The Clone Wars.

- Rose Tico è un'addetta alla manutenzione della Resistenza e sorella della pilota Paige Tico che appare ne Gli ultimi Jedi e L'ascesa di Skywalker. Intuito che il Primo Ordine utilizza un localizzatore per seguire la posizione della flotta della Resistenza attraverso l'iperspazio, Rose, Finn e Poe Dameron si imbarcano in una missione non autorizzata per disattivare il dispositivo. Rose e Finn reclutano quindi l'hacker DJ nella città di Canto Bight, ma infiltratisi nell'ammiraglia nemica, DJ li consegna al Primo Ordine, e i due riescono a fuggire solo grazie all'intervento di BB-8. In seguito, Rose partecipa alla battaglia di Crait, in cui salva la vita a Finn; ancora svenuta, viene portata in salvo insieme ai superstiti della Resistenza sul Millennium Falcon[160]. È interpretata da Kelly Marie Tran.

- Saesee Tiin è un Jedi membro del consiglio Jedi nella trilogia prequel e The Clone Wars. Molto attivo nelle guerre dei cloni, si reca insieme a Mace Windu, Kit Fisto e Agen Kolar ad arrestare Palpatine, ma viene ucciso dal signore dei Sith[161]. È interpretato da Khan Bonfils ne La minaccia fantasma, Jesse Jensen ne L'attacco dei cloni e Kenji Oates ne La vendetta dei Sith e doppiato da Dee Bradley Baker in The Clone Wars.

- Coleman Trebor è un Jedi vurk membro del consiglio Jedi ne L'attacco dei cloni. Durante la battaglia di Geonosis è molto vicino a uccidere il Conte Dooku, ma è fucilato da Jango Fett[162].

- Il Capitano Gregar Typho è il nipote di Quarsh Panaka e il suo successore come responsabile della sicurezza del palazzo reale di Naboo e di Padmé Amidala ne L'attacco dei cloni, La vendetta dei Sith e The Clone Wars[163]. È interpretato da Jay Laga'aia e doppiato da James Mathis III in The Clone Wars.

## U
- Luminara Unduli è una Jedi mirialana maestra di Barriss Offee. Partecipa alle guerre dei cloni ne L'attacco dei cloni, La vendetta dei Sith e The Clone Wars, al termine delle quali viene catturata e uccisa dall'Impero. In Rebels viene fatta credere ancora in vita dal Grande Inquisitore per attirare i ribelli su Stygeon Prime[164]. È interpretata da Mary Oyaya ne L'attacco dei cloni e da Fay David ne La vendetta dei Sith e doppiata da Olivia d'Abo in The Clone Wars.

## V
- Finis Valorum è il cancelliere supremo della Repubblica Galattica ne La minaccia fantasma, e come cancelliere emerito in The Clone Wars. Sebbene onesto e ben intenzionato, Valorum deve affrontare un periodo turbolento nella storia della Repubblica, corruzione e avvitamenti burocratici nel Senato. In seguito a una mozione di sfiducia promossa da Padmé Amidala, Valorum è sollevato dal suo incarico e sostituito da Palpatine.[165] Durante le Guerre dei Cloni, Valorum riferisce al maestro Yoda informazioni sul Jedi scomparso Sifo-Dyas. Nell'Universo espanso, rimane ucciso in un attentato ordito da Palpatine. È interpretato da Terence Stamp e doppiato da Ian Ruskin in The Clone Wars.

- Il Generale Maximilian Veers è il comandante delle forze imperiali terrestri durante la battaglia di Hoth ne L'Impero colpisce ancora[166]. È interpretato da Julian Glover.

- Quinlan Vos è un Jedi kiffar, maestro di Aayla Secura. Ha il dono della psicometria, che gli permette di leggere la memoria di oggetti inanimati. È stato creato da John Ostrander e Jan Duursema per la serie a fumetti Star Wars: Vector ed è apparso anche in altre storie dell'Universo espanso, tra cui Star Wars: Republic e Star Wars: Jedi; il suo nome è ispirato a Qui-Gon Jinn[167]. Quinlan è stato in seguito ripreso nelle opere canoniche The Clone Wars, dove aiuta Obi-Wan a dare la caccia a Ziro the Hutt, e L'apprendista del Lato Oscuro, dove, durante una missione per assassinare il Conte Dooku, incontra e si innamora di Asajj Ventress, la quale lo porta a esplorare il lato oscuro della Forza[168]. È doppiato da Al Rodrigo.

## W
- Wicket W. Warrick è un guerriero ewok che stringe amicizia con la Principessa Leila su Endor e la conduce al suo villaggio, convincendo poi la sua tribù a collaborare con l'Alleanza Ribelle per distruggere la Morte Nera II[169]. Considerato il più conosciuto degli ewok, Wicket è inoltre il protagonista di alcune opere dell'Universo espanso: i film televisivi L'avventura degli Ewoks e Il ritorno degli Ewoks, e la serie animata Ewoks[170]. È interpretato da Warwick Davis e doppiato da Darryl Henriques ne L'avventura degli Ewoks e Il ritorno degli Ewoks e da Jim Henshaw e Denny Delk rispettivamente nella prima e nella seconda stagione di Ewoks.

- Watto è un mercante toydariano di Tatooine ne La minaccia fantasma. È il proprietario degli schiavi Anakin e Shmi Skywalker[171].

- Zam Wesell è una cacciatrice di taglie clawdite che viene assoldata da Jango Fett ne L'attacco dei cloni per uccidere Padmé Amidala. Fallisce nel suo incarico e viene catturata da Anakin Skywalker e Obi-Wan Kenobi; prima che possano interrogarla però, Jango Fett la uccide con una freccia avvelenata[172]. È interpretata da Leeanna Walsman.

- Snap Wexley è un ragazzino intraprendente che segue la madre Norra in svariate avventure nella trilogia di romanzi Star Wars: Aftermath. Ne Il risveglio della Forza appare cresciuto, come pilota di X-wing della Resistenza; è lui a effettuare un volo di ricognizione sulla Base Starkiller per individuarne i punti deboli[173]. È interpretato da Greg Grunberg.

- Mace Windu è un Jedi membro di spicco del consiglio Jedi ne La minaccia fantasma, L'attacco dei cloni e The Clone Wars. Considerato uno degli spadaccini migliori nella storia Jedi, partecipa alla battaglia di Geonosis e alle guerre dei cloni. Scoperto che Palpatine è in realtà Darth Sidious, Windu tenta di arrestarlo, ma Anakin Skywalker gli trancia un braccio, permettendo a Palpatine di ucciderlo[174].

## Y
- Yaddle è una Jedi della stessa specie di Yoda, membro del consiglio Jedi ne La minaccia fantasma[175]. È stimata e rispettata per la sua saggezza, gentilezza e pazienza, e per la sua padronanza dell'antica arte morichro, che consente all'utilizzatore di diminuire la frequenza del metabolismo dell'avversario fino alla morte. Nella serie Tales of the Jedi Yaddle scopre la cospirazione di Palpatine e del Conte Dooku ai danni dei Jedi e, affrontando in duello quest'ultimo, viene uccisa. Nella serie di romanzi dell'Universo espanso Jedi Quest, Yaddle si sacrifica per salvare gli abitanti di Mawan da un'arma batteriologica rilasciata da Granta Omega. È interpretata da Phil Eason nei film, mentre in Tales of Jedi è doppiata in originale da Bryce Dallas Howard e in italiano da Daniela Calò.

- Yoda è uno dei più grandi maestri Jedi che siede nel consiglio Jedi nella trilogia prequel. Responsabile dell'addestramento di numerosi allievi, ha allenato tra gli altri anche il Conte Dooku. Durante le guerre dei cloni affronta Palpatine, ma viene da questi sconfitto e si ritira in esilio su Dagobah. Ne L'Impero colpisce ancora e Il ritorno dello Jedi allena Luke Skywalker all'uso della Forza, prima di morire e diventare un tutt'uno con essa[176].

- Wullf Yularen è un ufficiale imperiale sulla Morte Nera in Una nuova speranza. In The Clone Wars viene mostrato come un ammiraglio della flotta della Repubblica galattica, che collabora a diverse missioni con Anakin Skywalker durante le guerre dei cloni[177]. Appare anche in Rebels. È interpretato da Robert Clarke e doppiato da Tom Kane in The Clone Wars e Rebels.

## Z
- Zuckuss è un cacciatore di taglie gand ingaggiato da Dart Fener per rintracciare il Millennium Falcon ne L'Impero colpisce ancora[178]. Nell'Universo espanso, Zuckuss agisce spesso in coppia con 4-LOM. Durante una missione gli viene strappata la maschera, procurandogli seri danni ai polmoni, ma viene salvato e curato dall'Alleanza Ribelle. Collabora quindi per qualche tempo coi ribelli, prima di tornare ad agire in modo indipendente. È interpretato da Cathy Munroe.